# Dialeurodes struthanthi
Dialeurodes struthanthi es un hemíptero de la familia Aleyrodidae, con una subfamilia: Aleyrodinae.
Fue descrita científicamente por primera vez por Hempel en 1901.